# 식객 (영화)
《식객》(食客)은 전윤수 감독의 2007년 제작된 대한민국의 영화 작품이다. 2007년 11월 1일에 개봉한 이후로 폭발적인 인기를 얻어서 이후 드라마로 제작되었다.

## 줄거리
- 대한민국 최고의 음식 맛을 자랑하는 운암정의 대를 잇기 위해 제자들 중 단 한 명의 요리사를 선출하는 자리. 음식에 마음을 담는 천재 요리사 성찬(김강우)과 승리를 위해 물불을 가리지 않는 야심가 봉주(임원희)는 후계자 자리를 놓고 대결을 펼친다.
- 요리대결의 과제는 황복회! 두 요리사의 실력은 우열을 가리기 힘들 정도로 맛과 모양이 뛰어난 최상급의 요리지만, 성찬의 요리를 먹은 심사위원들이 갑자기 복어 독에 중독되어 하나 둘씩 쓰러진다.
- 이 모습에 당황하는 성찬과 옆에서 회심의 미소를 짓고 있는 봉주. 결국, 운암정의 후계자는 봉주의 몫으로 돌아가게 되는데..
- 그리고 5년 후, 조선시대 최고의 요리사인 대령숙수의 칼이 발견되고 그의 적통을 찾는 요리대회가 열리게 된다.
- 5년 전 실수로 요리에서 손을 뗀 천재요리사 성찬은 요리대회를 취재하는 열혈VJ 진수(이하나)의 끊임없는 권유와 숙명적 라이벌인 봉주의 등장으로 요리 대회 참가를 결심하고, 현존하는 최고의 요리사 자리를 놓고 다시 만난 성찬과 봉주. 그리고 이 둘의 팽팽한 대결을 지켜보는 진수.
- 천재 요리사 성찬을 넘어 대령숙수의 적통을 차지하려는 야심가 봉주와 그의 강력한 방해공작에도 불구하고 자신의 실력을 발휘하는 성찬은 드디어 결선에서 맞서게 되는데..

## 캐스팅
- 김강우 - 성찬 역
- 임원희 - 오봉주 역
- 이하나 - 김진수 역
- 김상호 - 우중거 역
- 김진태 - 봉주의 조부 만식 역
- 정진 - 성찬의 조부 성현 역
- 공호석 - 서 노인 역
- 안길강 - 성일 역
- 정은표 - 호성 역
- 구본임 - 호성 처 역
- 정지웅 - 호성 아이들 역
- 정하은 - 호성 아이들 역
- 정진 - 덕기 역
- 이상민 : 덕기 처 역
- 전민우 - 덕기 아이들 역
- 전민재 - 덕기 아이들 역
- 박진영 - 국장 역
- 이주실 - 성일 모 역
- 무라카미 켄이치 - 후지와라 차관 후지와라 역
- 맹봉학 - 심사위원 1 역
- 이형권 - 심사위원 2 역
- 권병길 - 심사위원 3 역
- 김준원 - 등급 판정가 역
- 이민호 - 어린 성찬 역
- 권성훈 - 어린 봉주 역
- 김성원 - 최종 결선 해설자 역
- 김효석 - 요리대회 사회자 역
- 이원재 - 요리대회 참가자 역
- 서진원 - 후지와라 통역 역
- 성병숙 - 진수 모 역
- 전국환 - 대령숙수 역
- 오정세 - 젊은 성현 역
- 최익준 - 젊은 만식 역
- 허근영 : 어린 성일 역
- 홍민희 : 젊은 성일 모 역
- 우상전 - 파출소장 역
- 우정국 - 파출소 경찰 역
- 윤희원 - 경찰서 경찰 역
- 민경진 - 아파트 경비 역
- 안재민 - 교도소 밴드 역
- 김영 - 의원 역
- 박길수 - 성일 모 새 남편 역 (특별출연)
- 허영만 - 칼국수집 손님 역 (특별출연)